# Triphénylsilanol
Le triphénylsilanol est un composé organosilicié de formule chimique (C6H5)3SiOH. Cet organosilanol se présente comme un solide blanc cristallisé dans le système monoclinique et le groupe d'espace P1 (no 2) avec comme paramètres cristallins a = 1 513 pm, b = 1 972 pm, c = 2 311 pm, α = 108,34°, β = 103,30°, γ = 101,26° et Z = 16. Sa structure cristalline se compose de huit molécules presque tétraédriques liées à deux unités tétramériques via des liaisons hydrogène entre les hydroxyles. Au sein de ces unités tétramériques, les quatre atomes de silicium forment un tétraèdre.
Le triphénylsilanol est facilement soluble dans l'éther diéthylique, l'éthanol, le chloroforme et le benzène. On peut le préparer par hydrolyse à partir de triphénylchlorosilane (C6H5)3SiCl en présence d'ammoniac NH3 :
(C6H5)3SiCl + H2O ⟶ (C6H5)3SiOH + HCl.
L'action du phényllithium C6H5Li sur du gel de silice donne du triphénylsilanol ainsi que du tétraphénylsilane (C6H5)4Si et du diphénylsilanediol (C6H5)2Si(OH)2.
Le triphénylsilanol peut être utilisé dans la production de silicones, par exemple comme groupe terminal de chaînes polysiloxane.